# Bahnhof Crystal Palace

Der Bahnhof Crystal Palace ist ein Bahnhof und regionaler Schienenverkehrsknotenpunkt im London Borough of Bromley und liegt zwischen den beiden Stadtteilen Crystal Palace und Penge, benannt nach dem zwischen 1851 und dem Brand 1936 nahe gelegenen Crystal Palace. Der Bahnhof befindet sich in Eigentum der Network Rail, wird aber von Southern betrieben. Nebst Southern-Zügen bedient auch die London Overground den Bahnhof. Er befindet sich auf der Grenze der Travelcard-Zonen 3 und 4.

## Geschichte
Der Bahnhof wurde 1854 von der West End of London and Crystal Palace Railway (WEL&CPR) zur Erschließung des Crystal Palace erbaut, nachdem dieser 1851 vom Hyde Park auf Sydenham Hill verlegt wurde. Der Bahnhof sollte in erster Linie dazu dienen, die Zuschauerströme vom und zum Palast aufzunehmen. Die Züge wurden von der London, Brighton and South Coast Railway betrieben. Anfänglich war er Endpunkt einer Zweigstrecke aus Sydenham, wurde jedoch 1856 zum Durchgangsbahnhof ausgebaut, als die bisherige Strecke über West Norwood zum Bahnhof Clapham Junction verlängert wurde. Dafür war der Bau des 690 Meter langen Crystal Palace Tunnel als Unterquerung des Palastes notwendig, dessen Ausbruch trotz seiner geringen Länge als große Errungenschaft seiner Zeit dargestellt wurde, da das auszubrechende Material, Tonminerale, und der Palast selbst für die Arbeiter schwierige Hindernisse darstellten.
1857 wurde eine Verbindungsspange zum Bahnhof Norwood Junction an der Brighton Main Line errichtet, welche ein Jahr später um eine Verlängerung zum an der North Kent Line gelegenen Bahnhof Beckenham Junction erweitert wurde. Sie trennen sich auf Höhe der kreuzungsfreien Überquerung der BML. Letztere Strecke wird jetzt in ihrem östlichen Abschnitt von der Tramlink-Straßenbahn mitbenutzt. Durch die Erweiterung wurde Crystal Palace zum Trennungsbahnhof. Die Trennung der Strecken aus West Norwood her nach Sydenham bzw. nach Norwood Junction befindet sich vor dem Bahnhof, so dass er den Gleisplan eines Keilbahnhofs mit Bahnsteigen an beiden Abzweigen besitzt. Anders als bei den meisten Keilbahnhöfen befindet sich jedoch das Empfangsgebäude nicht zwischen den Gleisen. Die heutigen Gleise 1 und 2 liegen an der Strecke nach Sydenham, die Gleise 3 bis 7 dienen dem Verkehr nach Norwood Junction/Beckenham Junction.
1860 wurden erstmals Direktzüge zum Bahnhof Victoria angeboten. 1875 wurde das viktorianische Empfangsgebäude erstmals umgebaut. 1898 wurde er in Crystal Palace (Low Level) umbenannt, um Verwechslungen mit dem bereits 1865 eröffneten und heute stillgelegten gleichnamigen Kopfbahnhof einer dort endenden Zweiglinie der Catford Loop Line, über die ebenfalls Verbindungen nach Victoria geführt wurden, zu vermeiden. Dieser Bahnhof wurde in Crystal Palace (High Level) umbenannt. Er befand sich direkt oberhalb des Crystal Palace-Tunnels, eine Gleisverbindung wurde nicht erstellt.

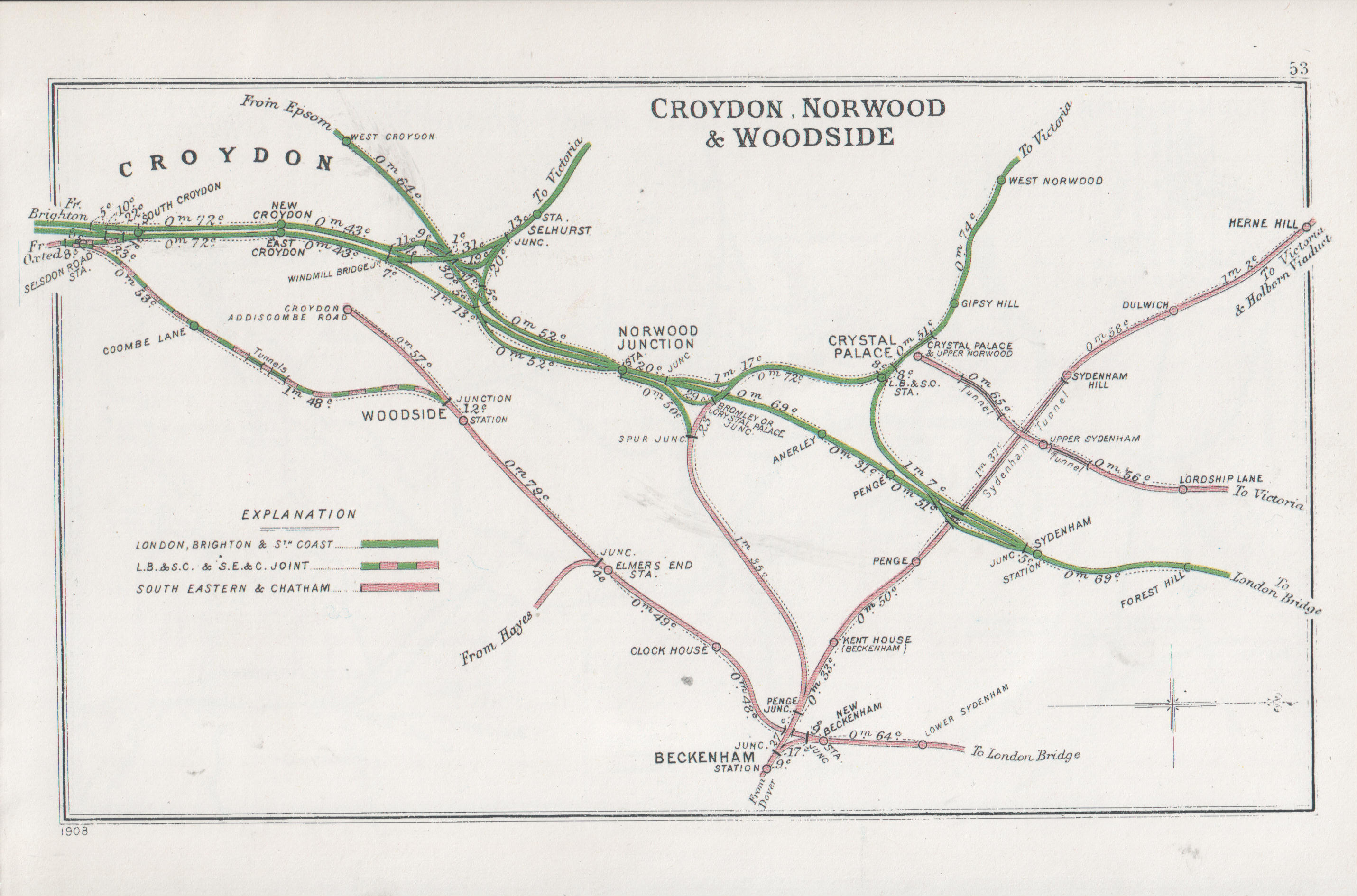
Die Bahnstrecken im Raum Crystal Palace/Norwood, Railway Clearing House, 1908

1911 wurde die Strecke zwischen Balham und Crystal Palace elektrifiziert. Grund war das im Rahmen der Krönung von König George V. im Crystal Palace abgehaltene Festival of Empire. Das Ziel war, eine Verbindung mit elektrischen Zügen zwischen Crystal Palace und Victoria einzurichten, deren Fahrtzeit bei maximal 15 Minuten lag, ein Vorhaben, das niemals erreicht wurde. Der High Level-Bahnhof wurde ebenfalls unter Spannung gestellt, der Abschnitt Victoria–Balham war bereits seit 1903 elektrifiziert, als die Brighton Main Line als eine der ersten Strecken des Vereinigten Königreiches mit einer Fahrleitung ausgerüstet wurde.
Am 2. Februar 1913 kam es im Bahnhof zu einer spektakulären Prellbocküberfahrt, weil die Bremse eines Zuges mit vier Wagen versagte. Dessen Lokomotive durchbrach eine Wand, wobei 9 Menschen verletzt wurden, darunter der Heizer.
Nachdem der Crystal Palace 1936 durch einen Brand zerstört worden war, sank die Anzahl der Reisenden am Bahnhof rapide und die Direktzüge der BML wurden via East Croydon und dann direkt nach Clapham Junction geführt, so dass die Bahnsteige an der Strecke nach Norwood Junction an Bedeutung verloren. Der Haupteingang des Bahnhofs wurde in den 1980er Jahren nach Süden verlegt, um den Fokus auf die Strecke nach Sydenham zu richten. Im Zuge dieses Umbaus erhielt der Bahnhof auch eine neue Schalterhalle. Das Design der Halle und des Eingangs sind dem halbkreisförmigen Dach des Mittelschiffs des Crystal Palace nachempfunden. 2002 folgten von Railtrack weitere Umbaumaßnahmen im Umfang von 4 Millionen Pfund Sterling.
1954 wurde der High Level-Bahnhof stillgelegt, der Low Level-Bahnhof erhielt seinen ursprünglichen und heutigen Namen zurück. Um die Stilllegung ranken sich Gerüchte und Legenden, die besagen, dass bis heute in den Tunnels eine Lokomotive existiert, oder dass die Stilllegung des High Level-Bahnhofs einem Unfall zugrunde liegt, bei dem ein Personenzug von der Erde verschluckt wurde und die Passagiere bis heute im Untergrund gefangen seien.
2010 wurde der Bahnhof einer der südlichen Endpunkte der verlängerten East London Line, welche seitdem nicht mehr von U-Bahn-Zügen, sondern von Overground-Zügen befahren wird. Sie nutzt einen der beiden Kopfbahnsteige, die ursprünglich für endende Züge erbaut wurden und seit den 1970er Jahren nicht mehr genutzt wurden. Im Zuge der Vorbereitungsarbeiten für die East London Line wurde anstelle bisheriger Bauten ein neuer Mittelbahnsteig zwischen Gleis 5 und Gleis 6 neu gebaut und der Bahnsteig am nicht mehr genutzten Gleis 4 abgebrochen. Die Overground-Züge enden entweder am Kopfbahnsteig Gleis 5 oder am Gleis 3.

## Betrieb
Der operative Betrieb im Bahnhof Crystal Palace wird von Southern und der London Overground ausgeführt. In Crystal Palace treffen vier verschiedene Zugsrelationen zusammen. Auch diverse Buslinien der Transport for London bedienen den Bahnhof.

### Bahnverkehr
Southern
- London Victoria – West Croydon – Crystal Palace (– Epsom – Epsom Downs – Sutton) (2 Züge pro Stunde)
- London Victoria – Crystal Palace – London Bridge (OSLL, 2 Züge pro Stunde)
- London Bridge – Crystal Palace – Beckenham Junction (2 Züge pro Stunde, Montag bis Freitag)

Zudem durchfahren einzelne Züge der Brighton Main Line von Brighton oder Eastbourne nach London Bridge in Spitzenzeiten den Bahnhof, ohne jedoch einen fahrplanmäßigen Halt einzulegen.
London Overground
- Highbury & Islington – Whitechapel – New Cross Gate – Crystal Palace(4 Züge pro Stunde)

### Busverkehr
Die TfL bedient den Bahnhof tagsüber im Busverkehr mit den Linien 157, 249, 358, 410 und 432 sowie nachts mit der Nachtbuslinie N3.
- 157: Crystal Palace–Croydon–Morden
- 249: Clapham Common–Crystal Palace–Anerley Station
- 358: Crystal Palace–Orpington Station
- 410: Crystal Palace–Wallington
- 432: Brixton–Crystal Palace–Anerley
- N3: Oxford Circus–Piccadilly Circus–Westminster Station–Crystal Palace–Bromley North Station

## Zukunft

### Tramlink-Anschluss
Die TfL plante eine Erweiterung des Tramlink-Netzes in Form einer vierten Linie, welche bei der Haltestelle Harrington Road von den bestehenden Linien abzweigen würde und via Anerley und dem Bahnhof Crystal Palace zum Busbahnhof an der Crystal Palace Parade führen sollte. Drei unterschiedliche Linienführungen standen zur Diskussion. Die Baukosten wurden auf 170 Millionen Pfund veranschlagt. Im November 2008 ließ der Londoner Bürgermeister Boris Johnson verlauten, dass das Projekt gekippt würde und falls überhaupt, frühestens nach Realisierung von Crossrail 2018 wieder aufgenommen würde.

### Neubau des Bahnhofs
Die Verlängerung der East London Line gab den Anstoß für das Projekt eines Bahnhofsneubaus in Crystal Palace. Die Overground-Züge enden bisher an einem Kopfbahnsteig, sollten aber besser ins Bahnhofsbild integriert werden. Zudem sollten alle Bahnsteige mit behindertengerechten Zugängen versehen werden.
Das dem Bromley Council vorgelegte Projekt sieht folgende Baumaßnahmen vor:
- Sanierung des Empfangsgebäudes
- Abbruch der in den 1980er-Jahren erbauten Schalterhalle
- Abbruch der Passarelle über den Geleisen 1 und 2
- Reaktivierung des alten Haupteingangs und der alten Schalterhalle
- Einbau von drei Aufzügen auf den Bahnsteigen für behindertengerechten Zugang
- Bahnsteigdach über den Geleisen 3 bis 7

Eine genaue Zielvorstellung in Sachen Datum der Vollendung existiert bisher jedoch nicht.